# Mülayim Erdem
Pour les articles homonymes, voir Erdem.
Mülayim Erdem est un footballeur turc né le 10 janvier 1987 à Zeytinburnu dans la province d'Istanbul. Il évolue au poste de milieu. Il est sous contrat à Galatasaray SK, actuellement il est prêté au club de Gaziantep BB. C'est le neveu de l'ancienne star de Galatasaray SK, Arif Erdem.

## Carrière
À l'âge de 13 ans, Mülayim Erdem intègre le centre de formation de Galatasaray SK.
Le 26 décembre 2002, à l'âge de 15 ans, il signe un contrat professionnel avec Galatasaray SK. 
Le 14 août 2006, à l'âge de 19 ans il est prêté pour une saison au club de Istanbul BB en 2e Division.
Le 24 août 2007, à l'âge de 20 ans, il est prêté de nouveau pour une saison au club de Orduspor K en 2e Division.
Le 27 août 2008, à l'âge de 21 ans, il est prêté pour une saison au club de Gaziantep BB en 2e Division.
| Club           | Saison  | Ligue | Ligue | Ligue | Coupe | Coupe | Coupe | Europe | Europe | Europe |
| Club           | Saison  | MJ    | But   | P.D   | MJ    | But   | P.D   | MJ     | But    | P.D    |
| -------------- | ------- | ----- | ----- | ----- | ----- | ----- | ----- | ------ | ------ | ------ |
| Galatasaray SK | 2003-04 | 1     |       |       |       |       |       |        |        |        |
| Istanbul BB    | 2006-07 | 6     |       |       | 5     | 1     |       |        |        |        |
| Orduspor K     | 2007-08 | 18    | 2     |       | 1     |       |       |        |        |        |
| Gaziantep BB   | 2008-09 | 1     |       |       |       |       |       |        |        |        |
| Total          | 2003-09 | 26    | 2     |       | 6     | 1     |       |        |        |        |